# Сысянь
Сысянь (кит. упр. 泗县, пиньинь Sì xiàn) — уезд городского округа Сучжоу провинции Аньхой (КНР).

## История
В легендарные времена император Яо дал Юю титул «Сяского бо» (夏伯) и даровал эти земли в кормление, оттого они и носили название «Ся цю» (夏丘, «Сяский холм»).
Во времена империи Хань в этих местах был создан уезд Сяцю (夏丘县). Во времена империи Северная Чжоу он был переименован в Цзиньлин (晋陵县) и включён в состав области Сычжоу (泗州). При империи Суй 598 году уезду было возвращено название Сяцю.
Во времена империи Тан в 621 году был создан уезд Хунсянь (虹县), а в 623 году уезд Сяцю был присоединён к уезду Хунсянь; впоследствии власти уезда Хунсянь перебрались в бывший административный центр уезда Сяцю.
Во времена империи Мин область Сычжоу была подчинена Фэнъянской управе (凤阳府). Во времена империи Цин в 1725 году область Сычжоу была поднята в статусе, и стала «непосредственно управляемой» (то есть, стала подчиняться напрямую властям провинции, минуя промежуточное звено в виде управы). В 1777 году власти области перебрались в уезд Хунсянь; уезд Хунсянь был расформирован, а его земли перешли под прямое управление областных властей. После Синьхайской революции в Китае была проведена реформа структуры административного деления, и в 1912 году области с управами были упразднены; на землях, до этого напрямую управлявшихся властями области Сычжоу, был создан уезд Сысянь.
Во время гражданской войны эти земли после поражения гоминьдановских войск в Хуайхайском сражении перешли в 1949 году под контроль коммунистов. 25 марта 1949 года был образован Специальный район Сусянь (宿县专区) и уезд вошёл в его состав. В 1956 году Специальный район Сусянь был расформирован, а входившие в его состав уезды были переданы в Специальный район Бэнбу (蚌埠专区). В апреле 1961 года Специальный район Сусянь был воссоздан, а Специальный район Бэнбу — упразднён. В 1970 году Специальный район Сусянь был переименован в Округ Сусянь (宿县地区).
В 1998 году округ Сусянь был преобразован в городской округ Сучжоу.

## Административное деление
Уезд делится на 12 посёлков и 3 волости.